# Neopseustidae
Infra-ordre
Super-famille
Famille
Les Neopseustidae sont une famille de lépidoptères, la seule de la super-famille des Neopseustoidea et de l'infra-ordre des Neopseustina. La biologie de ces petits lépidoptères primitifs est encore mal connue.

## Liste des genres
Selon BioLib (5 février 2021) :
- genre Apoplania Davis, 1975
- genre Archepiolus Mutuura, 1971
- genre Nematocentropus Hwang, 1965
- genre Neopseustis Meyrick, 1909
- genre Synempora Davis & Nielsen, 1980